# Arghandab (district)
Pour les articles homonymes, voir Arghandab.
Arghandab (ارغنداب en pachto) est un district situé dans le centre de la province de Kandahâr, en Afghanistan.
Les districts contigus sont Panjwai et Khakrez à l'ouest, Shah Wali Kot au nord et à l'est ainsi que Kandahâr à l'est et au sud. La population du district d'Arghandab était de 54 900 en 2006. Le centre administratif du district est la ville d'Arghandab. La rivière Arghandab coule au travers la partie orientale du district à l'ouest d'Arghandab. Le climat et la rivière permettent aux habitants du district de faire pousser des vergers de différents fruits.

## Crédit d'auteurs
- (en) Cet article est partiellement ou en totalité issu de l’article de Wikipédia en anglais intitulé « Arghandab District » (voir la liste des auteurs).